# Nad Tatrou sa blýska
Nad Tatrou sa blýska (hrvatski: "Nad Tatrama sijeva") himna je Slovačke. Povijesni korijeni himne su u srednjeeuropskom romantičnom nacionalizmu 19. stoljeća. Oluja nad Tatrama simbolizira opasnost koja se nadvila nad slovački narod.
Stihove je 1844. napisao student Janko Matúška, na glazbu stare slovačke narodne pjesme "Kopala studienku", što mu je predložio kolega Jozef Podhradský. Prva je strofa pjesme postala dio himne Čehoslovačke 1918. godine. Prve se dvije strofe od 1993. smatraju službenom himnom Slovačke.

## Stihovi naslovačkom
Nad Tatrou sa blýska, hromy divo bijú,

zastavme ich, bratia,

veď sa ony stratia,

Slováci ožijú.
To Slovensko naše posiaľ tvrdo spalo,

ale blesky hromu

vzbudzujú ho k tomu,

aby sa prebralo.

## Stihovi nahrvatskom
Iznad Tatra sijeva, tutnji gromovina,

braćo, to će stati,

nemojmo se dati,

još Slovaka ima.

Slovačka je naša, dosad tvrdo spala,

ali bljeskom ljuta

groma potaknuta,

buditi se stala.

## Stihovi naengleskom
There is lightning over the Tatra, thunderclaps are striking ferociously,

let us stop them, brothers,

they will disappear,

the Slovaks will revive.
This, our Slovakia, has long been fast asleep,

but the lightning of the thunder

is rousing it,

to wake up.